# Liste der Kulturdenkmäler in Geiselberg
In der Liste der Kulturdenkmäler in Geiselberg sind alle Kulturdenkmäler der rheinland-pfälzischen Ortsgemeinde Geiselberg aufgeführt. Grundlage ist die Denkmalliste des Landes Rheinland-Pfalz (Stand: 31. August 2023).

## Einzeldenkmäler
| Bezeichnung         | Lage                  | Baujahr | Beschreibung                                                                                  | Bild |
| ------------------- | --------------------- | ------- | --------------------------------------------------------------------------------------------- | ---- |
| Wohnhaus            | Friedhofstraße 6 Lage |         | kleines eingeschossiges Wohnhaus                                                              | BW   |
| Wohnhaus            | Hauptstraße 13 Lage   | um 1800 | stattlicher barocker Putzbau, teilweise Fachwerk, um 1800                                     | BW   |
| Evangelische Kirche | Hauptstraße 15 Lage   | 1952–54 | kleiner Sandsteinquadersaal, 1952–54                                                          | BW   |
| Quereinhaus         | Im Eck 2 Lage         | 1914    | eingeschossiges Quereinhaus, bezeichnet 1914; Gesamtanlage mit Hoffläche und Backhaus         | BW   |
| Rathaus             | Schulstraße 2 Lage    | 1906–07 | ehemalige Schule; stattlicher Krüppelwalmdachbau auf T-förmigem Grundriss, bezeichnet 1906–07 | BW   |